# 血继限界
血繼限界（けっけいげんかい、kekkeigenkai），是日本動漫《火影忍者》中一類忍術。這類忍術，就如同字面上的意思那樣，是只能由血緣關係藉由基因來繼承的，無法被普通方法複製和習得。血繼限界可以使擁有者使出非常強力的特殊忍術。
由於血繼限界的強大力量，各大國和忍者村對此都十分重視。一方面保護己方族群的血繼限界不被外人所知，另一方面刺探或破壞敵人的血繼限界。由於血繼限界由血緣傳遞的特殊性，它常常給擁有的家族帶來戰爭、不幸甚至是滅族的危險。

## 瞳術
是以「瞳」為核心的血繼限界，這種能直接用瞳孔使出幻術、精神攻擊或是其他術的血繼限界，稱為瞳術。

### 寫輪眼
六道仙人長子因陀羅的後裔宇智波一族的血繼限界，可以通過強烈情緒刺激開眼並不斷進化，在經歷親近之人去世之後可進化為萬花筒寫輪眼。親兄弟之間通過移植能夠融合成永恆萬花筒寫輪眼。因陀羅的轉生者在得到阿修羅的力量之後可以進化為輪迴眼。因為三大瞳術源自於大筒木家族，因此第一部中，卡卡西所言「寫輪眼源流於白眼」形式廣為流傳。

### 輪迴眼
最強瞳術，與寫輪眼無直接進化關係，被稱為“掌控生死之眼”的最崇高瞳力，是起源於神樹查克拉果實的究極瞳術。輪迴眼的擁有者掌控陰陽，至少擁有六種查克拉性質的變化，具有超凡的能力，能夠使用六道之術，既可以是具有創世能力的創造之神，也可以是具有滅世能力的毀滅之神，同時輪迴眼也是唯一能夠防禦和終結無限月讀的方法，開眼方式極為苛刻，寫輪眼為輪迴眼開啟的必要條件，但是卻是兩種獨特的瞳術，所以轉變為輪迴眼，必須先擁有寫輪眼，且必須結合六道之力中的陰陽之力，使得到完整的六道之力，使吸收的那方的寫輪眼開眼轉變為輪迴眼，得到完整的六道之力時，可以發動六道中的技能，有地爆天星，萬象天引，輪迴天生之術，神羅天征和召喚外道魔像，施術者若不是宇智波一族的不是由正常開眼方式而是以移植方式使用，使用者的消耗量會大幅的增加且嚴重者會因為使用輪迴眼體力查克拉消耗過度而休克死亡，若是使用正確管道獲得輪迴眼，或本身是宇智波一族者使用可以完整發揮輪迴眼的力量甚至可以使用到極致，輪迴眼力量極大，擁有完整的一雙輪回眼，若意志不夠堅定，很可能被力量吞噬，而變得邪惡(帶土曾經說過只移植一支輪迴眼是因為輪迴眼的力量足以吞噬人性，同樣可以使用六道模式的並非輪迴眼擁有者，轉生眼擁有者亦可以使用神羅天征 和陰陽遁
擁有者：
- 大筒木輝夜：吃下神樹果實後頭頂開啟了輪迴寫輪眼，嚴格分類其實並非輪迴眼，但卻擁有輪迴之力。輪迴寫輪眼同時包含輪迴眼和寫輪眼的力量，可以使用無限月讀和天之禦中。
- 大筒木羽衣（六道仙人）：天生便擁有查克拉，第一個真正意義上開啟輪迴眼之人。羽衣持有陰陽之力，曾經和羽村一起使用過六道·地爆天星封印輝夜，後來研究出了無限月讀的解除方法。羽衣能夠召喚淨土的歷代各影，並且憑藉各影之力將第七班、尾獸和斑從輝夜空間通靈回來。
- 宇智波斑：奪取千手柱間的力量，融合了因陀羅、阿修羅之力，在老之將死之際開啟了輪迴眼，能使用輪墓·邊獄。後在第四次忍界大戰被穢土轉生復活，後來自行解除穢土轉生並獲得十尾，吸收神樹之力，額頭開啟輪迴寫輪眼，能使用無限月讀。
- 長門：移植了宇智波斑的輪迴眼（雙眼），熟練掌握全部六道之術以及外道之術，熟練操控佩恩六道，也能操控魔像封印尾獸。
- 宇智波帶土：移植了宇智波斑的輪迴眼（左眼），可控制外道魔像與外道之術，能操控人柱力六道。
- 宇智波佐助：大筒木羽衣賜予佐助新的力量並讓他重返戰場後，左眼開啟輪迴眼（遊戲等以動畫為基準的作品均把佐助的左眼分類為輪迴寫輪眼）。佐助的輪迴眼擁有輪迴眼和寫輪眼的力量，可以使用天手力和幻術，並繼承了萬花筒寫輪眼的天照能力，《博人傳》中配合牛頭天王的術式通過天手力能使出輝夜的血繼網羅「黃泉比良坂」，其發動的完成體須佐能乎可以抵擋無限月讀的光芒，也能和擁有所有尾獸之力的人一起解除無限月讀和神·樹界降誕。
- 大筒木桃式：劇場版11的反派BOSS，雙手各有一隻輪迴眼，顏色為紅色，來源不明，可以將吸收的忍術進行增幅反擊回去。在吸收了大筒木金式後，雙手的輪迴眼顏色變成了紫色，額頭開啟了紫色的輪迴眼。
- 大筒木浦式：雙目白眼，能夠將左眼切換成紅色六勾玉輪迴眼，並且能夠使用血繼網羅「黃泉比良坂」。

### 白眼
日向一族和部分大筒木一族的血繼限界，擁有極強的偵察和輔助能力，擁有360°的視角，但日向分家的白眼被籠中鳥咒印限制，在第一胸椎的正後方，存在著從一個小點擴散出去的死角。可以看到周圍環境的查克拉流動情況，而且具有能洞察遠處的望遠眼及看透物體的洞察眼，還可以看見對方的經絡神經及穴道。利用查克拉使眼睛的能力倍數化，眼睛可看到方圓一公里以外的事物，其洞察力超越寫輪眼。另外從火影忍者劇場版The Last中得知大筒木一族可透過移植日向宗家的白眼使其進化為轉生眼。

### 轉生眼
火影忍者劇場版The Last中登場的一種瞳術，白眼進化的最終形態，具有毀滅創世之力，能操控尾獸，可與輪迴眼互相制衡。需要結合大筒木一族的血統與日向一族的白眼才能開啟。

### 净眼
博人传-火影次世代-中登场的一种瞳术。出现在博人的右眼。博人自己不能自由控制，在一定条件下会自行开启。巩膜由白色变为灰黑色，虹膜由蓝色变为浅蓝（青白）色，瞳孔由黑色变为淡蓝色。能够发现附在他人身上的异常查克拉，但并不会和白眼一样在使用时暴起青筋。

### 紅眼
動畫原創篇蘭丸為前『霧忍七刀眾』黑鍬雷牙的戰友，擁有與白眼功能相似的血繼限界，使用時雙眼會立即通紅，能穿透擋在前面的阻礙物達到透視和看到遠方景物的效果。亦能用瞳術仿作或隱藏查克拉經脈來干擾白眼的運作，可以說是白眼和所有感知忍術的最大天敵。還能用瞳術發動水遁忍術（例如：霧隱）。

### 血龍眼
在佐助真傳--來光篇首次登場的瞳術，是血之池一族的血繼限界。擅長使用幻術干擾對手的查克拉流動，能夠在中幻術者身上注入自身查克拉，藉由施術者注入的查克拉在中幻術者體內強烈震盪導致人體自爆。其幻術之強大就連三勾玉寫輪眼也難以破解，佐助也是靠永恆萬花筒寫輪眼才能破解。

## “遁”
佐助所使用的炎遁实为将天照轉換型態而成，故不列于此。

### 屬性融合型血繼限界
屬性融合型血繼限界：兩種查克拉相融合產生一種新的查克拉性質變化。
將自身與生俱來的的兩種查克拉屬性透過修煉進行融合並誕生出新的屬性，此屬性便會自動被其基因記錄下來，並透過血統傳承給後代。
以下血繼限界皆確認是由基本5種性質變化得來。火、風、雷、土、水5種性質取其中2種。
旋渦鳴人得到九只尾兽力量，故可以使用九只尾兽的血继限界。

#### 灼遁
漫畫第522話中，被兜通靈出來的砂隱忍者羽藏與卡卡西聯隊交戰時使用的忍術，在使用時在使用著周圍會出現類似火球形狀的東西，近身作戰一旦接觸對方身體，就會將對方體內水分蒸發掉變成乾屍。由火和風的性質變化結合而成。
漫畫634話中的灼遁·光輪疾風漆黑矢零式实为風遁·螺旋手裡劍與炎遁·加具土命結合成。
- 灼遁·過蒸殺
【羽藏】

#### 沸遁
五尾穆王及其祭品之力藩、第五代水影照美冥的血繼限界，由火和水的性質變化結合而成。
- 沸遁·巧霧
【第五代水影照美冥】呼出有腐蝕性的酸霧，可自由調節酸度。
- 仙法·沸遁·怪力无双

#### 熔遁
多与“溶遁”相误。
四尾孙悟空及其祭品之力老紫、第四代土影黑土、雲忍土台的血繼限界，結合火和土的性質變化製造岩漿。
- 熔遁·灼河流岩术
【老紫】用嘴巴吐出类似岩浆球的东西，可以一次性突出很多个，以增加攻击范围，杀伤力十分巨大。
- 熔遁·石灰凝之術
【黑土】製造水泥困住對手。
- 熔遁·护谟壁
【土台】從嘴巴吐出大量液體，形成橡膠牆阻止敵人
- 熔遁·护谟球
【土台】從嘴巴吐出液體，形成橡膠球，可包裹住目標提供保護或欺敵
- 仙法·熔遁·螺旋手裡劍
【鳴人】鳴人利用四尾協助的查克拉形成熔岩的螺旋手裡劍

#### 磁遁
第三代風影、第四代風影罗砂、雲忍特洛伊、砂忍新木與一尾守鶴的血繼限界，由風遁加土遁組成。磁遁是由施術者本人將碰觸到的東西磁化，也可以由施術者碰觸到的東西轉移至別的物體上，再藉由磁性攻擊敵人。
- 磁遁·砂金（羅砂）
- 磁遁·鐵礦砂（三代風影、新木）
- 磁遁·砂鐵界法（三代風影）
- 仙法·磁遁螺旋丸（漩渦鳴人，於六道仙人模式中使用守鶴的查克拉）

#### 冰遁
雪一族的血继限界，由風遁與水遁結合而成。
白可以單手結印操縱水遁，雙手結印操縱冰遁。
- 冰遁秘術·魔鏡冰晶（ひょうとんひじゅつ・まきょうひょうしょう）
【白】白的自創秘術，以多面以冰組成的冰鏡包圍對方，並藉著鏡的反射多方面攻擊，而且更可以看透被包的敵人所有攻擊，在鏡子內能以接近光速的速度來進行瞬間移動，而且能夠將冰晶放置在任何一個地方，此外魔鏡冰晶非同尋常地堅固，連佐助使用豪火球之術都沒能突破，白指出：「這種程度的火焰是無法融化冰晶的」。

在劇場版〈雪姬忍法帖〉中亦出現過冰遁，為雪之國的「雪之忍者」所使用。但由於卡卡西在劇場版中能以寫輪眼複製冰遁·一角白鯨，因此「雪之忍者」所用的冰遁推測並非血繼限界，亦有可能是利用水遁配合當地環境或是操控既有的冰雪作形態變化的應用技。
- 冰遁·狼牙猛虎
- 冰遁·冰牢之術
- 冰遁·一角白鯨（ひょうとん・いっかくはくげい）
- 冰遁·狼牙雪崩（ひょうとん・ろうがなだれのじゅつ）
- 冰遁·燕吹雪（ひょうとん・つばめふぶき）
- 冰遁·黑龍暴風雪（ひょうとん・こくりゅうぼうふうせつ）
- 冰遁·雙龍暴風雪（ひょうとん・そうりゅうぼうふうせつ）

#### 爆遁
岩忍者村的爆破部隊前成員狩的血繼限界，由雷遁和土遁結合。此外「曉」地達羅称引爆黏土为「爆遁」，但在《者之书》中被歸類為“秘传”，而且會被纯雷遁剋制，显然与爆遁的性質不符，故推测和雪之国的「雪之忍者」所使用的冰遁一样並非血繼限界。
- 爆遁·地雷拳

#### 嵐遁
第五代雷影懶、宇智波斑所使用的血繼限界，由雷遁和水遁結合。
- 嵐遁·勵挫鎖苛素（雷射戲法）【懶】自兩手射出多道強烈的激光。
- 仙法·嵐遁光牙（宇智波斑）

在劇場版〈火之意志繼承者〉中，叛忍卑留乎亦有使用嵐遁忍術。
- 嵐遁·雷雲空波【卑留乎】施術時身邊用帶有雷電的烏雲進行攻擊。
- 嵐遁奧義·嵐鬼龍【卑留乎】放出吸收查克拉的帶電烏雲雲龍進行大規模攻擊。

#### 木遁
初代火影的血繼限界，合併土和水查克拉製造樹木，木遁可以從任何地方及時間產生，包括使用者的身體，因為木遁就是利用使用者的查克拉轉化為生命力（所以木遁实际上为水属性+土属性+阳属性三种查克拉合併而成，而非只有水和土俩种，也就解释了为什么只有继承仙人体的阿修羅和柱間，以及十尾（神樹）、和被神树同化的白絕可以使用木遁，一般人因为均未继承仙人体，自身阳属性查克拉不足导致无法使用木遁，需要柱间细胞进行阳属性查克拉的补充）。
大蛇丸希望複製初代的木遁，在他的一個實驗中把初代的基因移植到60個兒童身體裡。但是，在實驗結果未出時大蛇丸就逃離木葉，並認為60個實驗品都死了。實際上，還剩下一個活著：天藏，在木葉的暗部代號「大和」。但是據本人所言，他的木遁遠遠比不上初代火影的程度。
可以用木遁的有：十尾（神樹）、白絕、阿修羅、 柱間、斑、大和、段藏、（帶土和黑絕只是用白絕的身體發動木遁）
木遁使用者還有控制尾獸的力量。另外，團藏經過大蛇丸的初代火影細胞移植實驗，也可以使用木遁。斑和柱間的戰鬥時奪取柱間的細胞，也可以使用木遁。
基本上要使用木遁，就是需要初代火影的細胞。
- 森羅萬象

從地下伸出纏繞的根鬚將目標固定住。
- 金剛招木

從地下召喚出堅硬的樹木攻擊周圍的敵方。
- 木核果

用於追蹤的通信器。
- 木分身

形成一個木頭分身，主要用於偵查(大和)。用木頭製造分身，在577話中斑用此術躲過綱手的攻擊和我愛羅的封印。
- 多重木分身

為木分身及多重影分身融合運用的強化版，能分身出更多個木分身。
- 木錠壁

防禦系忍術，一排木柱從地上彎曲形成拱璧保護自己。
- 樹界壁

好幾層組合大樹製作牆。
- 四柱家

構造複雜的木頭住宅 相當方便使用。
- 四柱牢

形成一個巨大木頭牢房。
- 連柱家

一下子造起好多房子。
- 默殺縛

從手腕長出一大束木條使之伸長，從而緊緊地束縛敵人，鎖其行動，還能把他們勒死。
- 大樹林

從手腕長出一大束木條使之伸長，尖端為了像樁子一樣地弄起分支，把敵人剌穿。
- 荊棘殺

藤條般的木頭束縛住敵人。
- 扦插

藉由觸碰到敵人的身體或是使用木枝插近對手體內來從對方身體裡冒出尖銳樹枝來將其貫穿。
- 樹縛永葬

用巨大的樹木纏繞敵人全身後埋葬。
- 火影式耳順術·廓庵入鄽垂手

使用「木遁之術」的力量來強制抑制「尾獸」的査克拉的術。大和發動這術，需要讓「尾獸」或者「祭品之力」持有與初代火影査克拉相呼應的「結晶石」，用手掌觸及「尾獸」的査克拉，最後用十根柱子進行拘束。柱間曾用木人術發動這術。
- 木龍

召喚出長勾鼻、全身帶刺的巨大木龍，將敵人纏住，能吸收對手的查克拉。曾壓制過斑控制的九尾，能夠吸收尾獸査克拉，長出茂密的樹木。
- 木人

召喚出由木頭組成的巨人(外貌類似修羅鬼神)，攻守一體，可徒手接住尾獸玉，亦可抵擋須佐能乎，曾壓制過斑控制的九尾。招式原型來自於日本神話中的大國主神。
- 木遁·皆布袋

以「木神」施展，以空手奪白刃之姿，能接下須佐能乎劈山倒海的一擊。
- 木遁·榜排

以「木神」施展，吞掉尾獸玉的招式。
- 木遁秘術-樹界降誕

瞬間可使荒地變成樹林之術。初代火影的忍術，除了擁有初代火影査克拉的人以外皆無法使用，這是種能生成以査克拉當做生命來源的巨大樹木，並隨心所欲地操縱樹木進行攻防，同時抓住敵人的全能之術。
- 木遁秘術-花樹界降臨

初代火影的忍術，此術就是可以自由控制樹木，讓自己的査克拉當做生命來源發動的忍術，會不斷生長，生長的力量連石頭都可以瞬間爆破掉，在一瞬間就可以創造出一個森林，大規模改變地型。花樹界降臨屬於樹界降臨的加強版，不止規模更大，而且還可以長出花，敵人一旦吸入花的花粉就會暈倒。
- 仙法‧木遁‧真數千手

第一代僅在「仙人模式」下施展，白絕（阿飛）在包上大和後也有施展（估量比柱間的小），阿修羅在六道仙人乘傳和得到眾人之力後發動，變化出巨大的千手佛像進行攻擊或防禦。外貌比九尾還大好幾倍。白絕（阿飛）用佛像上的佛頭施展五大性質變化。
- 頂上化佛

在發動‘仙法‧木遁‧真數千手’的前題下發動，名‘仙法‧木遁‧真數千手‧頂上化佛’。利用真數千手身後的大手們打向敌人，是可以打破九尾‧威裝須佐術。
招式原型来自于中國漢傳密宗的千手千眼觀世音菩薩像。

#### 溶遁
多與“熔遁”相誤。由水遁加上土遁的查克拉組合而成。《陣之書》點明是只有第五代水影照美冥（能够使用火、水、土三种性质的查克拉，鉴于水属性+火属性为沸遁，火属性+土属性为熔遁，而熔与溶均为半固态流体的效果故包含土属性，但又和熔的高温燃烧不同实为强酸腐蚀型血继限界与沸遁相似故包含水属性，所以猜测溶遁为水属性+土属性。木遁则为水属性+土属性+阳属性）才會的血繼限界。无法确认蛞蝓以及六尾尾獸犀犬所使用的腐蚀性招式是否为溶遁。
- 溶遁·溶怪之術
【照美冥】将体内的查克拉变换为强酸性的粘液，从口中吐出。

- 溶遁·溶解爆酸
【照美冥】遊戲原創招式。

### 其他“遁”血繼限界
以下血繼限界并非，或无法确认为屬性融合型血繼限界。

#### 晶遁
大蛇丸的女幹部紅蓮（動畫中出現的人物，漫畫中並未出場）所擁有之血繼限界。是能將所有物質（不包括查克拉）瞬間結晶化的忍術，弱點是若能在施術時干擾晶體的形成(動畫中使用音波)則無法成功施術。
- 晶遁·結晶五角路
【紅蓮】從地上伸出結晶成直線刺向敵人
- 晶遁·結晶五角牢
【紅蓮】從地上伸出巨大結晶困住對方，因為施術範圍廣大，可一次性對付多名敵人。敵人會因為全身結晶化而受到風吹草動就會粉碎。
- 晶遁·翠晶牢
【紅蓮】類似結晶五角牢，不過規模相對小很多。
- 晶遁·翠晶鏡
【紅蓮】用忍法結出一面大鏡子，是用晶遁·結晶分身前的必要步驟
- 晶遁·翠晶分身
【紅蓮】先使用晶遁·結晶鏡，再從鏡中的倒影中走出用結晶做的分身出來
- 晶遁·八卦八方陣
【紅蓮】從地裡植入八角翠晶的種子，完成後可在陣外用水晶球觀察敵人的動靜。此術是使用晶遁·結晶迷宮之術之前的必要步驟
- 晶遁·破晶降龍
【紅蓮】將物質結晶化後幻化為龍的形態
- 晶遁·結晶迷宮術
【紅蓮】在使用晶遁·八卦八方陣之後，繞著八卦八方陣的邊界結出一個成直徑一公里的大結界，用來困住敵人。在結界來，連白眼的能力也會被封鎖。
- 晶遁·翠晶六角柱
【紅蓮】在對付三尾前從湖中升起五條六角柱
- 晶遁·御神渡之術
【紅蓮】在對付三尾時使用過
- 晶遁·結晶巨大六角手裏劍
【紅蓮】在對付三尾時使用過
- 晶遁·水晶壁 八之陣
【紅蓮】曾用此封住三尾。
- 晶遁·結晶六角手裏劍亂舞
【紅蓮】曾用此對付鳴人、卡卡西等人，瞬間射出很多個六角手裏劍
- 晶遁·紅色果實
【紅蓮】用此保護幽鬼丸免受三尾的水遁攻擊，是一種結晶狀的結界能承受住任何攻擊力量
- 晶遁·一矢光明
【紅蓮】於自身形成結晶結界保護，再沿著角邊向前集中光束射擊，曾用來對付三尾的眼睛

尚有未顯示名稱的晶遁術...如：長槍狀和齒輪狀結晶術

#### 透遁
為月光疾風特有的血繼限界，能消除自己的氣息，並讓全身透明化。

#### 冥遁
吸收查克拉的血繼限界，咒印型吸收忍術。只在劇場版〈火之意志繼承者〉中出現，為卑留呼戰鬥時所使用，令木葉忍者們的忍術對他無效。
- 冥遁·吸穴孔
【卑留呼】利用手上的符咒能够吸收任何忍术，风遁·螺旋手里剑除外（并且可识别被吸收人查克拉属性），并反过来利用术攻击对方。要是吸收的术超越施术者本身的查克拉操控能力了话，将会无法吸收。
- 冥遁·邪自滅斗
【卑留呼】施術者將吸收過來的查克拉以藍色火焰的形式釋放攻擊。

#### 鋼遁
一種令身體部份化成鋼鐵的血繼限界，讓施術者能刀槍不入的鐵化忍術。只在劇場版〈火之意志繼承者〉中出現，為叛忍卑留乎所使用，抵擋祭的斬擊。

#### 迅遁
只在劇場版〈火之意志繼承者〉中出現，使用者卑留呼，令施術者能迅速移動的血繼限界，對方無法掌握其位置和攻擊時機，消除氣息型的移動忍術。
在《火影忍者疾風傳劇場版 火意志的繼承者》的劇情介紹中從提到「雲、岩、霧、砂都各失去一名擁有血繼限界的忍者」。

## 血繼淘汰
除了融合兩種性質的血繼限界外，還有另一種融合三種性質的血繼淘汰。擁有血繼淘汰的人比起血繼限界更加罕有，僅有土之國的二代土影無跟三代土影大野木兩人，使用的都是塵遁，由火、風、土三種的性質變化結合而成。
- 塵遁·原界剝離術
【第二代土影、第三代土影】放出立方體裡頭有圓形體，被立方體範圍的地方會被圓形體力量分解至原子狀態。

- 塵遁·限界剝離術
【第二代土影、第三代土影】注入綱手的百豪卓羅後把原界剝離術從規模到威力大幅增強而成之術。連宇智波斑木遁分身的須佐能乎第一階段都能攻破。

## 血繼網羅
血繼網羅，是超越血繼限界和血繼淘汰的存在，血繼限界是與生俱來的任意兩種查克拉性質變化組合成新的性質變化，血繼淘汰則是使三種查克拉性質變化組合而成。而血繼網羅，則是集合風雷水火土陰陽一切查克拉性質，是十尾祭品之力或者得到六道力量後的人才能展現的一種能力。
血繼網羅已知的使用者：大筒木輝夜、大筒木羽衣（六道仙人）、大筒木羽村、大筒木舍人、大筒木百式、大筒木金式、宇智波帶土、宇智波斑、漩涡鸣人、宇智波佐助
血繼網羅一詞首次出現火影漫畫單行本67第639話32頁。表現形態為黑色固態球體—— 膨脹求道玉，能創造世界亦能破壞世界。
目前漫畫中出現用到血繼網羅的術有：天之御中、神·樹界降臨、共殺之灰骨、膨脹求道玉、無限月讀、八十神空擊、黃泉比良坂等。

## 其他血继限界

### 屍骨脈
竹取一族的血繼限界，使用者有控制自己骨頭的恐怖力量。他們可以自由變化自己的骨頭數目，或是型態，藉此進行防禦或是攻擊。君麻呂即是唯一倖存的屍骨脈擁有者，但在跟李洛克及我愛羅對戰時病發而亡，此血繼限界亦從此消失。與白眼等相同，源于大筒木輝夜（六道仙人之母）。但君麻呂的招数与輝夜所使用的灰骨之共殺相比，殺傷力天差地遠。
- 十指穿彈（てしせんだん）
【君麻呂】把十指的指骨當子彈射出。
- 柳之舞（やなぎのまい）
【君麻呂】四肢骨頭（包括膊頭、手肘、手掌、膝頭）破皮而出，攻擊敵人。
- 椿之舞（つばきのまい）
【君麻呂】能從肩部抽出一整條堅硬如鋼般的臂骨，化作「骨劍」攻擊敵人。
- 唐松之舞（からまつのまい）
【君麻呂】全身骨頭破出，防守力大大提昇，令對手不能以體術近身攻擊。
- 鐵線花之舞·藤蔓（てっせんかのまい．つる）
【君麻呂】把整條脊骨抽出，當作鐵鞭之用，配合「鐵線花之舞·花」使用。
- 鐵線花之舞·花（てっせんかのまい．はな）
【君麻呂】左手的全部臂骨化成「最強硬化」、螺旋狀的矛（君麻呂稱這是「花」），攻擊力極強。
- 早蕨之舞（さわらびのまい）
【君麻呂】君麻呂的終極之舞，爆發出全身查克拉，化為無數尖銳的骨刺劃破大地。

### 雙魔之攻
音忍四人眾中左近・右近所擁有的血繼限界。兩兄弟共同使用一個身體，可以隨戰鬥進行分裂與融合，縱然兄弟其中一人遭受致命重傷，只要即時合體都能迅速自動治療。
- 寄生鬼壞之術

利用查克拉的力量分解自身的细胞或蛋白质，打散身体侵入敌人的体内，破坏對手的经络系统，使其死亡。
- 雙魔之攻

藉由兩具身體同化的效果，讓组织细胞可以自由游走，讓拳腿可從任意部位发动攻击。
- 多連拳

利用四隻手先抓再打的兩段式攻擊。
- 多連腳

利用三條腿以巧妙的時間差發動的踢擊。

### 鞍馬幻術
動畫原創鞍馬一族的血繼限界，是在幻術之中融入的陰的性質變化，所以擁有能對五感進行幻術攻擊或是精神攻擊，還能製造出幻術空間，甚至還能把「虛」變成「實」的幻術能力。因為鞍馬一族歷代血繼限界的覺醒者都擁有異於常人的精神力與極差的身體能力，所以這個血繼限界可以說是一把雙刃劍。

### 龍命轉生
出現於「劇場版－血獄」中，草隱草花派的龍舌血繼限界，這是建立在陽的性質變化之下的轉生忍術。擁有能將施術者的「生命」藉由吻分給他人，使他人繼續活下去，但這是「生命」的轉讓是一次性的，所以只要施展一次施術者就一定會「死亡」。

### 石化魔手
為《大興奮！三日月島上的動物騷亂！》中謎之三忍組的首領石力達所持有的特殊血繼限界，正確名稱不明，這是種在右手背上的「魔眼」開啟的狀態下，藉由右手掌所觸碰到的一切事物都會被石化掉的石化忍術。

### 寫臉之術
為動畫原創，道祁院一族特有的血繼限界，能夠完美變換成他人的長相，連查克拉的性質也能模仿，模仿的精細程度連白眼都無法看穿。